# Sigrid von Blanckenhagen
Sigrid von Blanckenhagen (* 1918 in Konstanz; † 2005 ebenda) war eine deutsche Kunsthistorikerin und Museumsleiterin.

## Leben und Wirken
Sigrid von Blanckenhagen war die älteste Tochter des Konstanzer Apothekers und Museumsleiters Bruno Leiner. Sie studierte von 1940 bis 1945 Kunstgeschichte, klassische Archäologie sowie Ur- und Frühgeschichte an der Universität Marburg. 
1946 unterstützte sie ihren Vater maßgeblich bei der Organisation der vielbeachteten „Internationalen Kunstwoche der Stadt Konstanz“, einer Ausstellung von Werken, die während der Zeit des Nationalsozialismus nicht hatten gezeigt werden dürfen.
Nach dem Tod ihres Vaters übernahm sie 1955 die Leitung des Konstanzer Rosgartenmuseums. Das Rosgartenmuseum zeigt die Geschichte und Kultur der Stadt Konstanz und ihrer Umgebung; es war 1870 von ihrem Urgroßvater Ludwig Leiner gegründet und seither von Angehörigen der Familie Leiner im Nebenamt geleitet worden. Sigrid von Blanckenhagen war die erste hauptamtliche Leiterin und zugleich die letzte Angehörige der Familie Leiner an der Spitze des Museums. 1962 regte sie die Gründung der Gesellschaft der Freunde des Rosgartenmuseums an, 1983 trat sie in den Ruhestand.
Sigrid von Blanckenhagen war mit dem klassischen Archäologen Peter Heinrich von Blanckenhagen (* 1909, † 1990) verheiratet.

## Schriften (Auswahl)
- mit Michael Bringmann: Die Mosbrugger. Die Konstanzer Maler Wendelin, Friedrich und Joseph Mosbrugger. Anton H. Konrad Verlag, Weißenhorn 1974, ISBN 3-87437-100-X.
- Konstanzer Museen wurden attraktiver. Neuerwerbungen des Rosgarten- und Bodensee-Naturmuseums. In: Konstanzer Almanach. Band 20, 1974, S. 20–22.
- 100 Jahre Rosgarten-Museum. In: Konstanz, ein Mittelpunkt der Kunst um 1300. Ausstellung im Rosgarten-Museum Konstanz aus Anlaß seines 100-jährigen Bestehens. Seekreis-Verlag, Konstanz 1972, DNB 750978953, S. 7–10.
- Ulrich Richentals Chronik des Konstanzer Konzils. In: Konstanzer Almanach. Band 10, 1964, S. 20–25.
- Aus der Entstehungsgeschichte und der Entwicklung des Rosgartenmuseums. In: Konstanzer Almanach. Band 3, 1957, S. 17–26.